# Vicente Belgeri
Vicente Belgeri Rojas (* 25. April 1997) ist ein chilenischer Leichtathlet, der sich auf den Weitsprung spezialisiert hat.

## Sportliche Laufbahn
Erste internationale Erfahrungen sammelte Vicente Belgeri im Jahr 2014, als er bei den Jugendsüdamerikameisterschaften in Cali mit 6,38 m den 13. Platz im Weitsprung belegte und im Dreisprung mit 14,05 m auf Rang sieben gelangte. 2023 belegte er bei den Südamerikameisterschaften in São Paulo mit 7,62 m den fünften Platz im Weitsprung und anschließend gelangte er bei den Panamerikanischen Spielen in Santiago de Chile mit 7,65 m auf Rang sieben. Im Jahr darauf belegte er bei den Hallensüdamerikameisterschaften in Cochabamba mit 7,36 m den vierten Platz.
In den Jahren 2022 und 2023 wurde Belgeri chilenischer Meister im Weitsprung.

## Persönliche Bestleistungen
- Weitsprung: 7,65 m (+1,0 m/s), 31. Oktober 2023 in Santiago de Chile